# Porfyroid
Porfyroid je přeměněná hornina, která vzniká metamorfózou z kyselých vulkanitů a jejich pyroklastik.
Termín zavedl J. C. Delamétherie v roce 1795.

## Složení a vlastnosti
Porfyroidy vzniky přeměnou kyselých výlevných hornin ryolitů (křemenných porfyrů), ryodacytů a jejich tufů anebo ze žulových porfyrů. Makroskopicky se porfyroidy vyznačují zřetelnou jemnou břidličnatostí. Nejčastěji jsou světle barevné – bílé, světložluté, šedobílé a žluté. Mají reliktní porfýrickou strukturu. Základní hmota je obvykle složená z sericitu, křemene a živců (alkalické i plagioklasy). Vyrostlice (porfyroblasty) tvoří nejčastěji křemen a živce. V některých typech porfyroblasty křemene mají protáhlý tvar.

## Výskyt
V Českém masivu se vyskytují v Železných horách (Lukavice u Chrudimi), krkonošském krystaliniku (Dolní Lysečiny) nebo Jeseníkách (silezikum).
Na Slovensku jsou běžné v oblasti veporika (okolí Ľubietové),v Slovenském Rudohoří. Nejvýznamnější výskyt porfyroidů je ve Volovských vrchách, zejména ve střední části gemeridného krystalinika, hlavně jeho nejstarší kambricko-spodnědevónskou gelnickou skupinu (Gelnica, Rožňava, Dobšiná), která byla v minulosti nazývána jako porfyroidová série.
Hojně se nachází ve Skandinávii a v Alpách.